# Miyeegombyn Enkhbold
Miyeegombyn Enkhbold (en mongol : Миеэгомбын Энхболд), né le 19 juillet 1964 à Oulan-Bator, est un homme d'État mongol, Premier ministre entre le 25 janvier 2006 et le 22 novembre 2007 et président du Parti révolutionnaire du peuple mongol entre 2005 et 2007 et de 2013 à 2017.

## Biographie
Enkhbold suit des études d'économie à l'université nationale de Mongolie où son père enseigne
Miyeegombyn Enkhbold est maire de la capitale mongole Oulan-Bator de 1999 à 2005.
Après les législatives de 2004, une coalition est formée entre le PRPM et l'Union démocratique. Le Premier ministre Tsakhiagiyn Elbegdorj démissionne le 13 janvier à la suite de la rupture de la coalition entre son parti et le PRPM d'Enkhbold. Le 24 janvier le Grand Houral d'État, le parlement mongol, investit Enkhbold au poste de Premier ministre à la tête d'une coalition gouvernementale entre le PRPM et des petits partis, excluant de fait l'Union démocratique d'Elbegdorj.
En octobre 2007, Enkhbold perd son poste de président du PRPM au profit du secrétaire général du parti Sanjaagiin Bayar. Le PRPM étant majoritaire au Grand Khoural, le président du parti doit devenir Premier ministre, donc Enkhbold présente la démission de son gouvernement au Parlement le 5 novembre, qui l'accepte trois jours plus tard et Enkhbold s'occupe de gérer les affaires courantes jusqu'à ce que le Parlement accorde sa confiance au nouveau gouvernement Bayar le 22 novembre.
En novembre 2013, Enkhbold est élu à la présidence du PPM, le nouveau nom du PRPM, succédant à Olziisaikhan Enkhtuvshin.
Lors des élections législatives de juillet 2016, Enkhbold mène le PPM à une large victoire avec 85 % des sièges (65 sur 76) au Grand Khoural d'État.
Lors de l'élection présidentielle de 2017, il est choisi comme candidat du PPM et se qualifie pour le second tour en recueillant 30,3 % des voix, devançant de peu Sainkhüügiin Ganbaatar mais derrière le candidat du Parti démocrate Khaltmaagiyn Battulga (38,1 % des voix). Au second tour, il est défait par Battulga, qui reçoit 50,6 % des voix (contre 41,2 % pour Enkhbold),. Le 21 novembre suivant, il est remplacé à la présidence du PPM par le Premier ministre Ukhnaagiin Khürelsükh.